# Psilopsiagon aymara
Psilopsiagon aymara là một loài chim trong họ Psittacidae.
Loài này được tìm thấy ở Argentina, Bolivia và Chile. Môi trường sống tự nhiên của nó là cây bụi ở vùng cao cận nhiệt đới hoặc cận nhiệt đới.